# 5634 (année hébraïque)
5634 (hébreu : ה'תרל"ד , abbr. : תרל"ד) est une année hébraïque qui a commencé à la veille au soir du 22 septembre 1873 et s'est finie le 11 septembre 1874. Cette année a compté 355 jours. Ce fut une année simple dans le cycle métonique, avec un seul mois de Adar. Ce fut la sixième année depuis la dernière année de chemitta.

## Calendrier
Ce calendrier hébraïque de l'année 5634 donne les correspondances avec les dates du calendrier grégorien.
Le premier nombre dans chaque case correspond au jour du mois hébraïque. Les jours en couleurs sont des jours remarquables juifs .
| ◄◄ | 5634 | ►► |

## Naissances
- Gertrude Stein

## Décès
5629 - 5630 - 5631 - 5632 - 5633 - 5634 - 5635 - 5636 - 5637 - 5638 - 5639